# Last Exile
Last Exile är en japansk animeserie. Serien är skapad av den japanska animestudion GONZO.

## Handling
På planeten Prester är flygning det dominerande transportsättet, vilket möjliggörs av Claudia Fluid: en likformig form av kristaller som produceras på planeten. En organisation som bara kallas "Guild" har absolut befogenhet över himlen, med monopol på motorer som använder sig av denna vätska. Dessutom, som ekologiska katastrofer destabiliserar de krigande länderna Anatoray och Disith, skiljer Guildet också i tvisterna mellan de två. Fångade i mitten av konflikten är Sky Couriers, som pilotar små flygplan som flyger fritt genom himlen.
Last Exile följer äventyren hos två tonåringar som drömmer om att överträffa sina föräldrar: Claus Valca, son till en berömd vanship pilot och Lavie Head, Claus bästa vän och navigatör. Deras jobb som kurir innebär att de passerar genom en luftström kallad Grand Stream som skiljer de fientliga nationerna, som till och med vanliga luftfartyg kämpar för att överleva. Men när de tar en högklassig leverans för att få en föräldralös tjej som heter Alvis Hamilton till slagskeppet Silvana, dras de in i en mycket större konflikt som tar dom mot Guildets styrka.

## Avsnittslista
Det finns 26 avsnitt av Last Exile. Det vanligaste mönstret mellan titlarna på alla avsnitt är att de flesta är någon form av schack-drag.
1. First Move
2. Luft Vanship
3. Transpose
4. Zugzwang
5. Positional Play
6. Arbiter Attack
7. Interesting Claus
8. Take Back
9. Calculate Alex
10. Swindle
11. Develop
12. Discovered Attack
13. Isolated Pawn
14. Etude Lavie
15. Fairy Chess
16. Breakthrough
17. Making Material
18. Promotion Sophia
19. Sicilian Defense
20. Grand Stream
21. Rook Dio
22. Queen Delphine
23. Castling Luciola
24. Sealed Move
25. Quiet Move
26. Resign